# Houttuynia cordata
Houttuynia cordata Thunb. è una pianta appartenente alla famiglia delle Saururaceae, unica specie del genere Houttuynia Thunb.. In inglese la pianta viene anche chiamata fish mint, per cui è possibile trovare in certe pubblicazioni il nome italiano menta di pesce.

## Descrizione

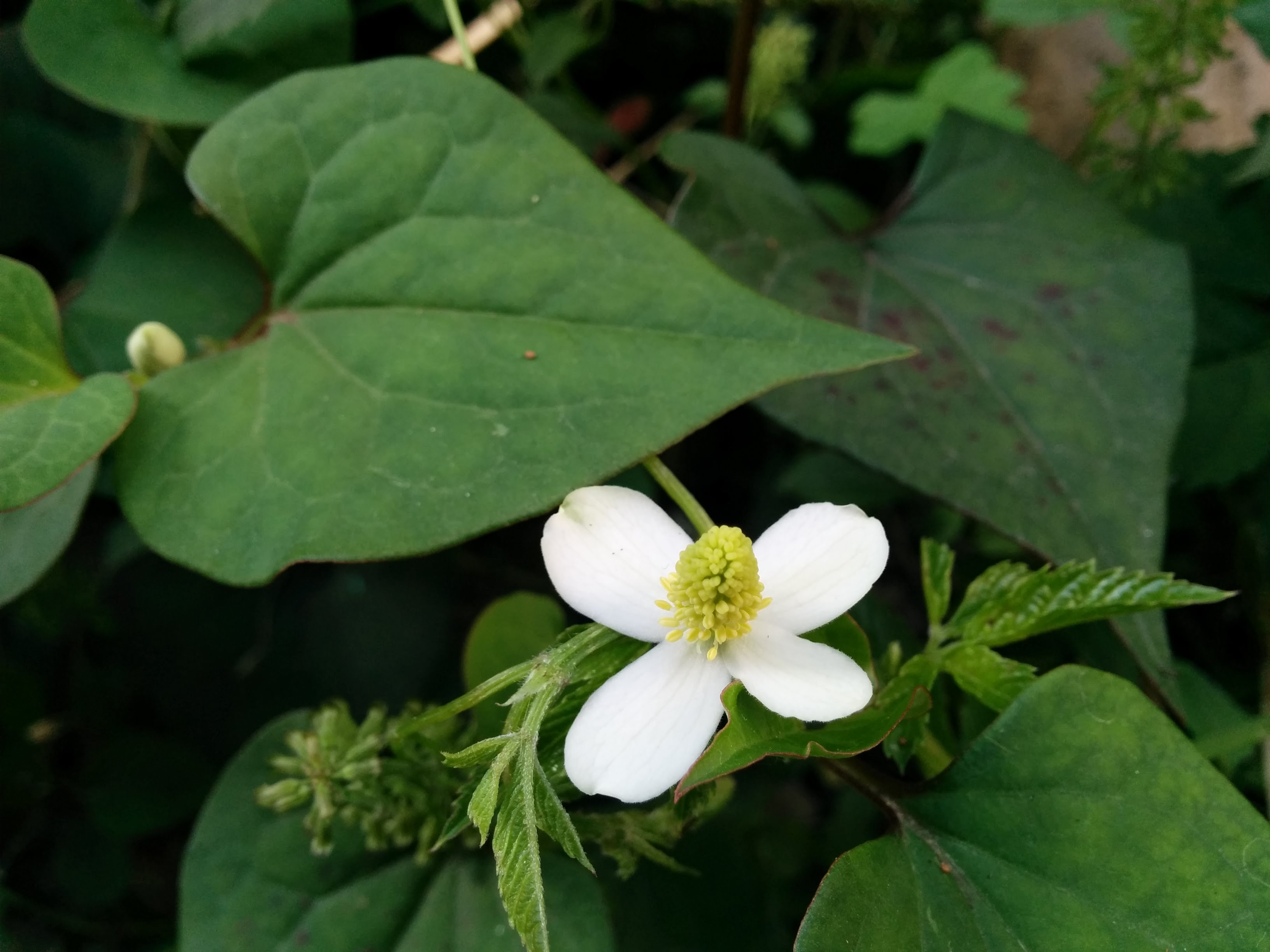
Fiore di H. cordata

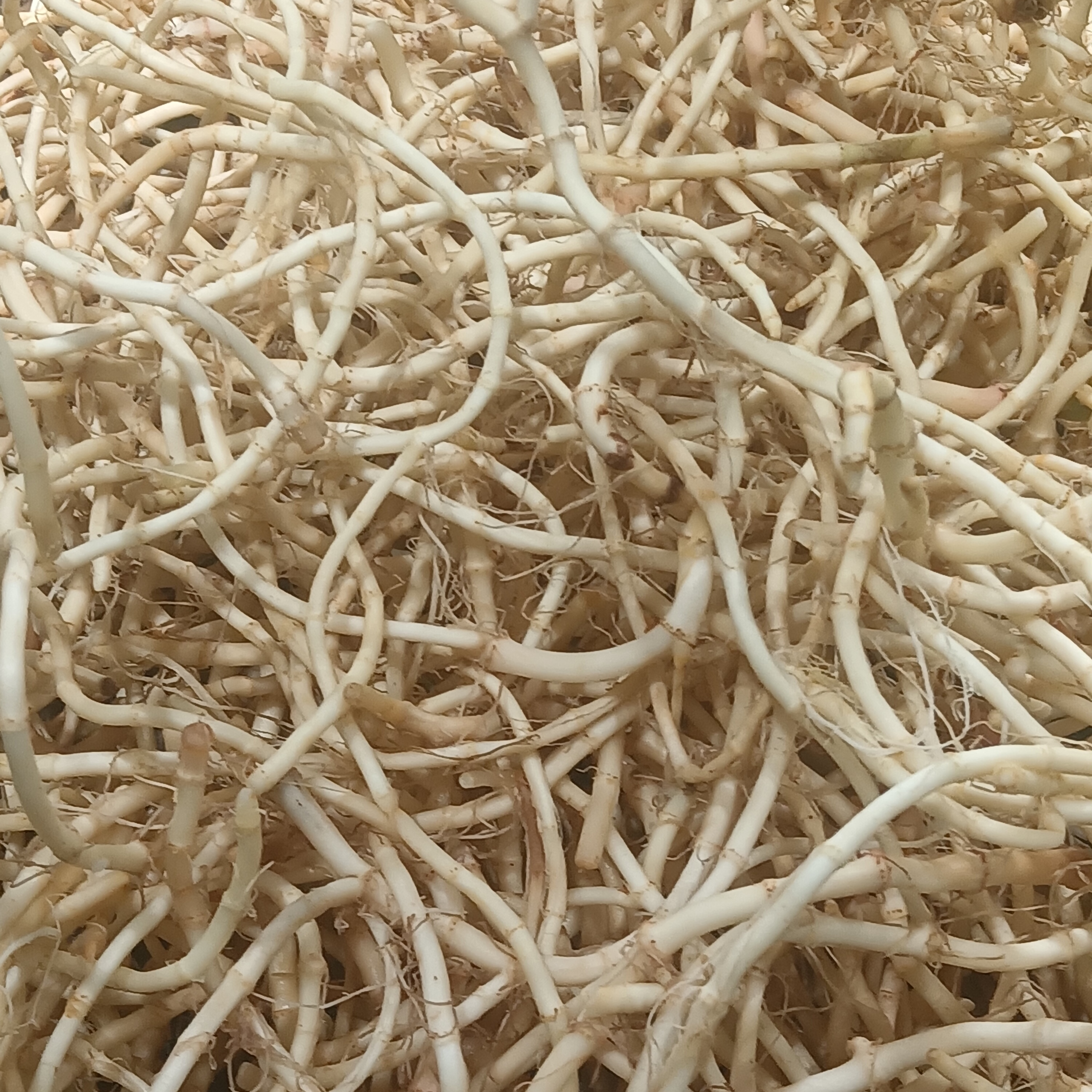
Rizomi di H. cordata

H. cordata è una pianta erbacea perenne e raggiunge altezze da 30 a 60 cm. Forma rizomi striscianti e relativamente sottili come organi di immagazzinamento. Il fusto articolato, scanalato longitudinalmente, talvolta di colore porpora-rossastro, cresce strisciante nella zona basale e forma radici ai nodi; Cresce poi verso l'alto fino a diventare eretto e in questa zona i nodi possono essere glabri o lanuginosi.
Le foglie, disposte alternativamente e a spirale lungo il fusto, sono aromatiche e divise in piccioli e lamine. La lamina fogliare semplice, relativamente sottile, intera, cuoriforme, è solitamente lunga da 4 a 10 cm e larga da 2,5 a 6 cm. La foglia è generalmente glabra e talvolta presenta peli lanuginosi sui rami delle nervature. Ci sono da cinque a sette nervature principali, che sono più o meno chiaramente visibili. La parte inferiore delle foglie è solitamente viola, ma le forme coltivate possono variare nel colore delle foglie e persino essere variegate.
Il periodo di fioritura va da aprile a settembre. Le infiorescenze si innalzano solitamente sopra quattro, raramente sei o otto brattee bianche lunghe da 5 a 10 mm di forma oblunga con estremità superiore arrotondata. Queste hanno un effetto simile a un petalo e servono ad attirare gli impollinatori. L'infiorescenza è una spiga ed è solitamente lunga da 1,5 a 2,5 cm e un diametro di 5–6 mm e contiene molti fiori bianchi sessili, a simmetria radiale ed ermafroditi.
I frutti (capsule) sono piccoli e sferici, con un diametro da 2 a 3 mm e contengono con più semi. Maturano tra giugno e ottobre.

## Distribuzione e habitat
L'ampio areale naturale di Houttuynia cordata si estende dall'Himalaya in India, Bhutan, Nepal attraverso Myanmar, Thailandia, Corea, Cina, Taiwan e Giappone (comprese le Isole Ryukyu) fino a Giava. Si ritrova anche in Cambogia e Vietnam. Nelle province cinesi di Anhui, Fujian, Gansu, Guangdong, Guangxi, Guizhou, Hainan, Henan, Hubei, Hunan, Jiangxi, Shaanxi, Sichuan, Yunnan, Zhejiang e Tibet, prospera ad altitudini prossime al livello del mare fino a 2500 metri in burroni, su fiumi e fossati, nei boschi, sui prati umidi, sui pendii, sui bordi dei campi, presso linee ferroviarie e sui bordi stradali.

## Usi

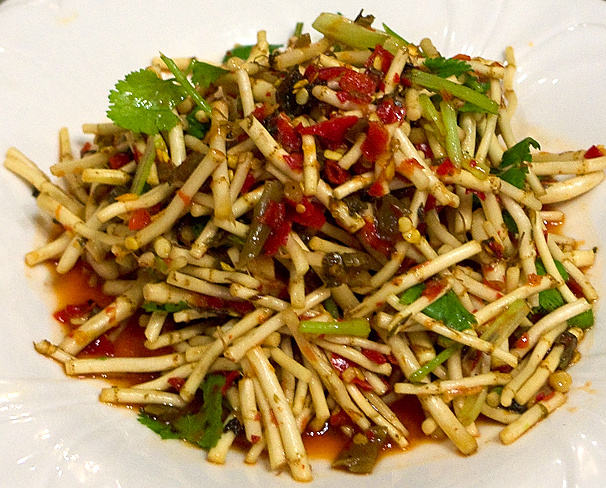
Rizomi di H. cordata cucinati in Cina

Le giovani piante vengono mangiate come verdura. In primavera le foglie fresche vengono consumate crude o cotte e vengono utilizzate come spezia. L'aroma varia a seconda della coltura e del momento di raccolta: da quello dell'arancia al coriandolo o del pesce. Il rizoma aromatico si consuma anche cotto.
H. cordata viene anche utilizzata nelle medicina tradizionale cinese e come copertura del terreno per impedire la crescita di piante infestanti.